# Odontocera meridiana
Odontocera meridiana là một loài bọ cánh cứng trong họ Cerambycidae.